# 中村歌右衛門 (6代目)
六代目 中村 歌右衛門（なかむら うたえもん、1917年〈大正6年〉1月20日 - 2001年〈平成13年〉3月31日）は、日本の歌舞伎役者。屋号は成駒屋。定紋は祇園守（成駒屋祇園守）、替紋は裏梅。俳名に魁春（かいしゅん）がある。本名は河村 藤雄（かわむら ふじお）。日本芸術院会員、人間国宝。
生涯を通じて歌舞伎に専念し、戦後の歌舞伎界における女形の最高峰と呼ばれた。歌舞伎と舞踊以外の演劇活動は行わず、映画やテレビドラマに出演することもなかった。

## 来歴
五代目中村歌右衛門の次男として生まれる。幼少時に母親の実家、河村家に養子入りしたため、本名は河村藤雄となる。父・五代目歌右衛門は歌舞伎座幹部技芸委員長として当時の劇界を牽引する大役者であり、御曹司として何不自由ない幼年時代を過ごした。この頃、先天性の左足脱臼が悪化して数年寝込み、大手術を行ってやっと歩けるようになったといわれる。そのため、歌右衛門の左足の動きは終世ぎこちなかった。
1922年（大正11年）10月、東京新富座『真田三代記』で三代目中村兒太郎を襲名して初舞台。順風満帆と思われた舞台人生だが、1933年（昭和8年）に兄・成駒屋五代目中村福助（俗に慶ちゃん福助と呼ばれた）が早世するや一変する。この年11月、父の意向により歌舞伎座『絵本太功記・十段目』の初菊で六代目中村福助襲名。成駒屋の次代を担うべき人としての重圧がかかる。
1940年（昭和15年）にはその父も死去し、若き福助は歌舞伎界の孤児となる。この頃すでに次世代の六代目尾上菊五郎が絶頂期にあり、五代目が死ぬと周囲の人々は手のひらを返すようにして菊五郎のもとへとなびいた。福助のもとへは挨拶に来る者も稀で、有力な後盾はおろか、相談相手にも事欠くような有様となってしまった。
福助は翌年10月、歌舞伎座『絵本太功記』「十段目」の初菊、『浮世柄比翼稲妻』（鈴が森）の白井権八などで六代目中村芝翫を襲名。以後は、六代目菊五郎とともに「菊吉」と並び称された初代中村吉右衛門を頼んで吉右衛門劇団に所属した。ここで若手女形としての修業を重ね、吉右衛門や大阪の三代目中村梅玉、二代目實川延若らの薫陶をうける。
吉右衛門劇団では同世代の女形が少なく、長らく吉右衛門の相方をつとめてきた弟の三代目中村時蔵に代わり、次第に芝翫がその後釜にすわるようになっていった。吉右衛門は特に戦争末期ごろから芝翫を次々と大役に抜擢し、舞台上で彼をリードするかたちで芝翫を育てていった。このころの芝翫はその輝くような美貌で有名で、若手のなかでは三代目尾上菊之助と並び称されたが、それだけではなかった。吉右衛門が得意とする義太夫狂言に多く出ることで、演目に対する解釈を深め、役柄をしっかりと把握、古典的な様式美に近代的な心理描写を加えた表現手法を着々と身につけていったのである。

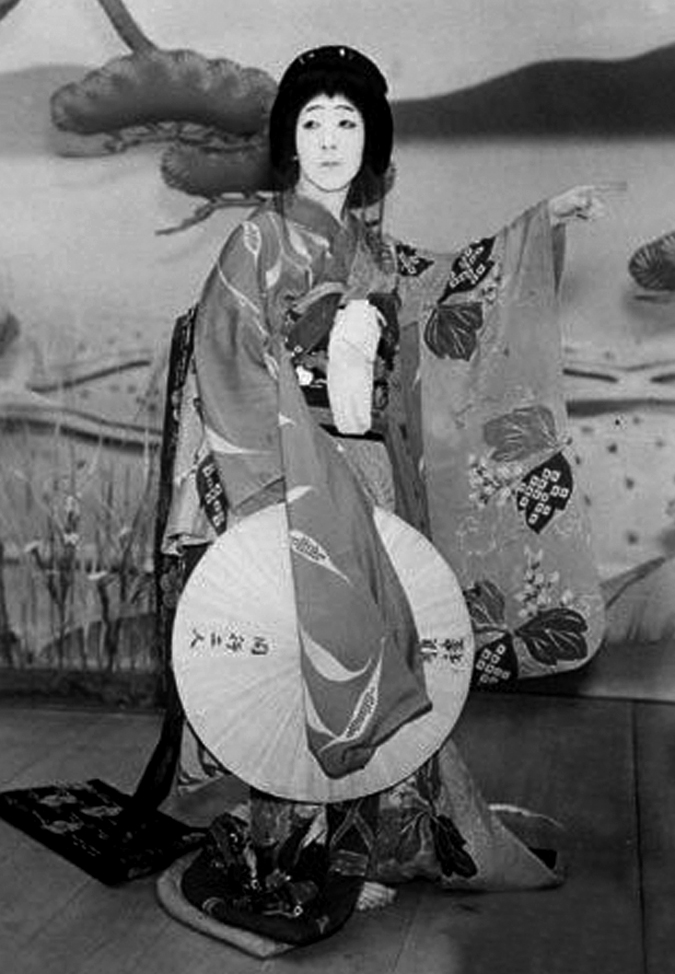
狂女お夏
----
六代目中村福助時代。1939年（昭和14年）12月東京歌舞伎座『お夏狂乱』より。

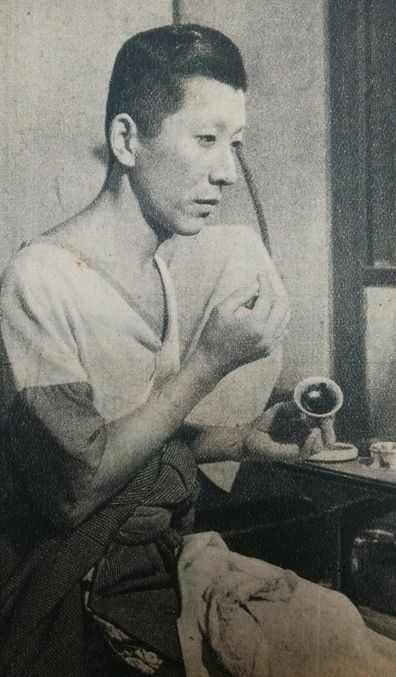
1947年

1948年（昭和23年）、文部省芸術祭文部大臣賞受賞。1951年（昭和26年）4月には歌舞伎座『妹背山女庭訓』のお三輪、『京鹿子娘道成寺』の白拍子花子、『祇園祭礼信仰記』（金閣寺）の雪姫で六代目中村歌右衛門を襲名した。口上では金屏風を前に、吉右衛門と七代目中村福助のみを後見として臨み、口上そのものも吉右衛門のみが行った。
吉右衛門の亡き後は、1954年（昭和29年）に自主的勉強会「莟会」を発足させ、数々の実験的な試みも行った。1962年（昭和37年）日本芸術院賞を受賞。1963年（昭和38年）には史上最年少の46歳で日本芸術院会員となる。1969年（昭和44年）には、日本俳優協会会長だった三代目市川左團次の死去にともない会長代行に就任。2年後正式に同協会会長に就任し、1999年（平成11年）まで28年の長きにわたりその職を務めた。
海外公演にも積極的に参加、1960年（昭和35年）のアメリカ本土公演を皮切りにソ連、ハワイ、カナダ、イギリス、ドイツ、フランスなど多数。1975年（昭和50年）には来日した英国のエリザベス女王の前で公演を行い、歌舞伎の海外への紹介に尽力した。
1980年代前半（昭和50年代後半）になると、足の衰えが顕著になり始め、「一世一代」と銘打たれた興行も見られるようになった。得意としていた大役の数々、例えば『本朝廿四孝・十種香』八重垣姫や『籠釣瓶花街酔醒』（籠釣瓶）の八橋などを丁寧につとめ、打ち収める姿は悲壮ともいえた。平成に入ると舞台に立つ機会はさらに少なくなったが、そんな中でも舞台の監修を積極的に行い、後進の四代目中村雀右衛門 、五代目坂東玉三郎、九代目中村福助らに稽古をつけている。
1996年（平成8年）の舞台を最後に療養生活に専念。5年後に84歳で死去した。葬儀は金光教式によって行われた。墓所は青山霊園

## 芸風
歌右衛門生涯の当たり役は非常に多く、娘形から姫、片外し、傾城、世話女房に至るまで、あらゆる女形の領域をこなした。

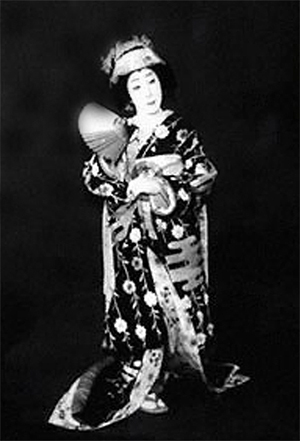
白拍子花子
----
1951年（昭和26年）4月東京歌舞伎座「六代目中村歌右衛門襲名披露興行」『京鹿子娘道成寺』より。

### 当り役
- 『京鹿子娘道成寺』の白拍子花子
- 『籠釣瓶花街酔醒』（籠釣瓶）の兵庫屋八ツ橋
- 『祇園祭礼信仰記』「金閣寺」 の雪姫
- 『鎌倉三代記』「絹川村閑居」の時姫
- 『本朝廿四孝』「十種香」「奥庭狐火」の謙信息女八重垣姫
- 『菅原伝授手習鑑』 の園生の前、松王丸女房千代
- 『東海道四谷怪談』 の伊右衛門妻お岩
- 『隅田川』 の班女の前
- 『伽羅先代萩』「竹の間」「御殿」の乳人政岡
- 『仮名手本忠臣蔵』「九段目」「山科閑居」の本蔵妻戸無瀬、「大序」「四段目」の顔世御前、「道行旅路の花聟」「六段目」「七段目」のお軽
- 『妹背山婦女庭訓』「吉野川」の太宰後室定高、「道行恋の苧環」「三笠山御殿」のお三輪
- 『沓手鳥孤城落月』「糒庫」の淀君
- 『積恋雪関扉』（関の扉）の小野小町姫、傾城墨染
- 『恋飛脚大和往来』「新口村」の傾城梅川
- 『摂州合邦辻』「合邦庵室」の玉手御前
- 『鏡山旧錦絵』（鏡山）の中老尾上
- 『鷺娘』の鷺の精
- 『花翫暦色所八景』（年増）のお柳
- 『鬼一法眼三略巻』「一條大蔵卿譚』の常盤御前
- 『女暫』の巴御前
- 『寿曾我対面』 の大磯の虎、小林妹舞鶴
- 『助六所縁江戸桜』の傾城揚巻
- 『頼朝の死』の尼御台政子
- 『日本振袖始』の八岐大蛇
- 『忍夜恋曲者』（将門）の傾城如月実ハ平将門娘滝夜叉姫
- 『伊勢音頭恋寝刃』の仲居万野、油屋お紺
- 『近江源氏先陣館』「盛綱陣屋」の佐々木高綱妻篝火
- 『心中天網島』の治兵衛女房おさん、紀伊国屋小春
- 『桂川連理柵』（帯屋）の長右衛門女房おさん、信濃屋お半
- 『廓文章』の扇屋夕霧
- 『艶姿女舞衣』（酒屋）の半七女房お園、美濃屋三勝
- 『鳥辺山心中』 のお染
- 『春日局』 のお福後ニ春日局
- 『井伊大老』のお静の方
- 『鰯売恋曳網』の蛍火

## 人物

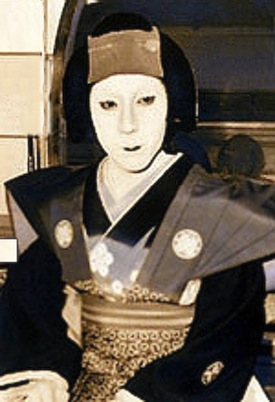
楽屋にて
----
1951年（昭和26年）4月東京歌舞伎座「六代目中村歌右衛門襲名披露興行」『口上』を無事終えて。

### 性格
六代目歌右衛門は生涯を真女形として過ごしたが、若い頃は非常に積極的な行動が目立った。1938年（昭和13年）には、付き人の男性と駆け落ちして、温泉地に逃がれるという事件も起こしている。この駆け落ち騒動は新聞でも大きく報じられ、六代目歌右衛門をモデルとした円地文子の小説『女形一代 — 七世瀬川菊之丞伝』においても、多くの紙幅を割いてこの一件を描いている。私生活でも女性のごとく振舞うようになったのは、最愛の妻を亡くしてからだという。
人に対しては、非常に丁寧な言葉を使い、物腰もやわらかかったが、実際は、一度決めたら最後までやり通す意志の強さと、引くべきところは引くという良識も兼ね備えていた。

### 交友
多くの良きライバルに恵まれていたことが、歌右衛門の成長のもととなった。特に七代目尾上梅幸とはよく比較された。それぞれが当たり役とした『娘道成寺』の白拍子花子、『合邦辻』の玉手御前などをはじめ『鏡山』の尾上とお初、『忠臣蔵』のおかる・戸無瀬・お石などは、両優が火花を散らす舞台として戦後歌舞伎の精華だった。
二代目中村鴈治郎とは双方の父親と同様ライバルでもあり、無二の親友でもあった。幼いころは鴈治郎を兄のように慕っていたという。『妹背山』のお三輪と鱶七、『隅田川』の班女と舟長、『先代萩』の政岡と八汐『鏡山』の尾上と岩藤、そして新作歌舞伎『建礼門院』の建礼門院と後白河法皇など、東西の成駒屋の息のあった舞台を披露した。二代目鴈治郎が死去した時は「花のある方でしたねえ。素晴らしい芸を持っていかれました」と嘆いたほどだった。その子である二代目中村扇雀が三代目中村鴈治郎を襲名する際は、不自由な身体を押して口上や『心中天の網島・河庄』の小春を務めている。
歌舞伎以外では、長谷川一夫や市川右太衛門と交友を持った。長谷川は初代中村鴈治郎の門弟であったことから、歌右衛門とは成駒屋同士のつながりがあった。1954年（昭和29年）8月、両者は一座を組んで北海道巡業を行っている。これには、長谷川が所属している東宝側が女形を求めていたことと、歌右衛門が松竹以外の人脈を求めていたからという思惑が動いていた。巡業中は、双方とも仲良く「長谷川先生」「成駒屋さん」と呼び合って、連夜マージャンを楽しんでいたという。翌年の東宝歌舞伎第一回公演ではともに東京宝塚劇場で共演した。
右太衛門とは昭和30年代（1955年 - 1964年）に舞踊の会で競演して以来親交があり、1986年（昭和61年）の俳優祭では、歌右衛門の強い希望で女早乙女主水介に扮し、右太衛門の当たり役・旗本退屈男こと早乙女主水介と競演、両ウタエモン揃い踏みで話題をさらった。
作家の三島由紀夫とも交友があり、三島は歌右衛門の演技に終生讃辞を惜しまなかった。また三島の小説に、歌右衛門をモデルにした短編『女方』がある。『女方』は、最初の歌舞伎台本『地獄変』上演時の様子をもとにして書かれたとされる。これ以後も三島は、歌右衛門のために、『熊野』、『芙蓉露大内実記』などの台本を書き、また、『中村芝翫論』、『六世中村歌右衛門序説』などの評論も書いている。

### 趣味嗜好
趣味はクマのぬいぐるみ集め。最終的には千数百種類にのぼったという。また動物を愛し、遠くケニアへも旅したり、中国に遊んでパンダを抱き上げたりと、逸話には事欠かない。
休みの月は海外旅行に出かけることも多く、特に1960年（昭和35年）の歌舞伎初のアメリカ公演の折に訪れて以来、ラスベガスはお気に入りで、カジノで終日楽しむことも多かった。後に同市から名誉市民章を贈られている。また花を好み、晩年まで世田谷の自宅の庭では頻繁に庭師が呼ばれ、季節の花を楽しんだといわれている。
甘いもの、特にシュークリームが好物だった。三田の慶應義塾大学前にある和菓子屋の黄身しぐれもご贔屓だった。海外好きで洋食も好み、一例は東京會舘のコキールとオムレットなどお気に入りだった。
無類の尊皇家であり、皇族が観劇に訪れた際は、病気休演中を押して舞台を勤めることもあった。1953年（昭和28年）の天覧歌舞伎において、歌舞伎座で昭和天皇と香淳皇后の前で踊った『娘道成寺』は、語り草となっており、自身も大切な想い出としていた。
子弟（養子）は、四代目中村梅玉、二代目中村魁春(ともに、妻の兄の子)、芸養子に六代目中村東蔵がいる。

## 受賞・栄典等
- 1947年（昭和22年）：文化庁芸術祭賞
- 1950年（昭和25年）：毎日演劇賞
- 1956年（昭和31年）：十三夜会賞
- 1962年（昭和37年）：日本芸術院賞
- 1964年（昭和39年）：日本芸術院会員
- 1968年（昭和43年）：重要無形文化財保持者各個認定（人間国宝）[7]
- 1972年（昭和47年）：文化功労者
- 1974年（昭和49年）：NHK放送文化賞
- 1979年（昭和54年）：文化勲章
- 1994年（平成6年）：坪内逍遙大賞
- 1995年（平成7年）：高松宮殿下記念世界文化賞（演劇・映像部門）
- 1996年（平成8年）：勲一等瑞宝章（芸能界では初の勲一等生前叙勲）[8]
- 2001年（平成13年）：従三位